# ITU Telecom
ITU Telecom ist der Name, unter dem die Internationale Fernmeldeunion (engl. Kürzel ITU) eine Reihe von internationalen Telekommunikation-Messen organisiert. 
Seit 1971 gibt es eine Weltmesse, die zuerst alle vier Jahre, seit 2003 alle drei Jahre stattfindet. Seit 1985 gibt es zudem regionale Messen in den verschiedenen Kontinenten. 
ITU Telecom sind die größten Fachmessen in den Bereichen Telefonnetz (Fix- und Mobilnetz) und Datenübertragung, wo sich die wichtigen Hersteller, die Telekommunikationsunternehmen (früher die staatlichen Monopolbetriebe) und Regierungsbeamte treffen.

## Weltmesse

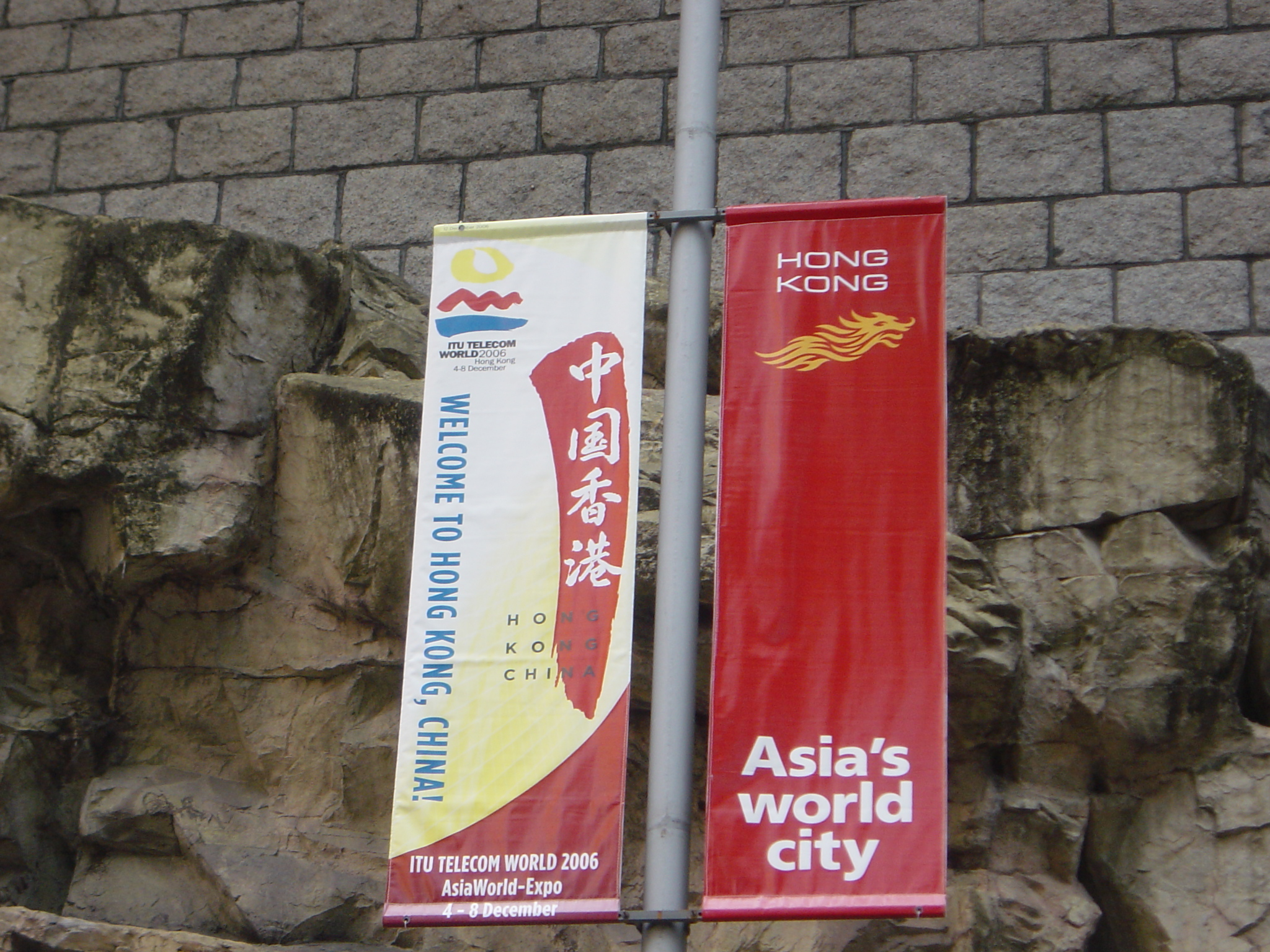
Werbung für ITU Telecom World 2006

Die Weltmesse fand mit der Ausnahme von 2006 in Hongkong bisher immer in Genf statt (seit 1979 im Messekomplex Palexpo). 
Am Anfang wurde die Messe einfach Telecom xx genannt. Seit 2003 wird der Name ITU Telecom World 20xx benutzt. 
| Jahr | Name                   | Veranstaltungsort |
| ---- | ---------------------- | ----------------- |
| 1971 | Telecom 71             | Genf              |
| 1975 | Telecom 75             | Genf              |
| 1979 | Telecom 79             | Genf              |
| 1983 | Telecom 83             | Genf              |
| 1987 | Telecom 87             | Genf              |
| 1989 | ITU-COM 89             | Genf              |
| 1991 | Telecom 91             | Genf              |
| 1995 | Telecom 95             | Genf              |
| 1999 | Telecom 99             | Genf              |
| 2003 | ITU Telecom World 2003 | Genf              |
| 2006 | ITU Telecom World 2006 | Hongkong          |
| 2009 | ITU Telecom World 2009 | Genf              |
| 2011 | ITU Telecom World 2011 | Genf              |

## Regionale Messen
Seit 1985 werden regelmäßig Telecom-Messen in Asien, Afrika und Lateinamerika organisiert. Der Zeitabstand war anfangs vier Jahre, mit einer Regionalmesse in jedem der drei Jahren zwischen zwei Weltmessen. Seit 2000 ist die Frequenz unregelmäßiger wegen der Beschleunigung des technologischen Fortschritts und wegen Organisationsproblemen. 
Da ITU Telecom World 2006 nicht wie die vorherigen Weltmessen in Europa stattfand, wurde eine regionale ITU Telecom Europe 2007 in Sofia geplant, aber diese wurde wegen mangelnden Interesse abgesagt. 

### Afrika
| Jahr | Name                    | Veranstaltungsort |
| ---- | ----------------------- | ----------------- |
| 1986 | Africa Telecom 86       | Nairobi           |
| 1990 | Africa Telecom 90       | Harare            |
| 1994 | Africa Telecom 94       | Kairo             |
| 1998 | Africa Telecom 98       | Johannesburg      |
| 2001 | ITU Telecom Africa 2001 | Johannesburg      |
| 2004 | ITU Telecom Africa 2004 | Kairo             |
| 2008 | ITU Telecom Africa 2008 | Kairo             |

### Asien
| Jahr | Name                  | Veranstaltungsort |
| ---- | --------------------- | ----------------- |
| 1985 | Asia Telecom 85       | Singapur          |
| 1989 | Asia Telecom 89       | Singapur          |
| 1993 | Asia Telecom 93       | Singapur          |
| 1997 | Asia Telecom 97       | Singapur          |
| 2000 | ITU Telecom Asia 2000 | Hongkong          |
| 2002 | ITU Telecom Asia 2002 | Hongkong          |
| 2004 | ITU Telecom Asia 2004 | Busan             |
| 2008 | ITU Telecom Asia 2008 | Bangkok           |

### Amerika
| Jahr | Name                      | Veranstaltungsort |
| ---- | ------------------------- | ----------------- |
| 1988 | Americas Telecom 88       | Rio de Janeiro    |
| 1992 | Americas Telecom 92       | Acapulco          |
| 1996 | Americas Telecom 96       | Rio de Janeiro    |
| 2000 | ITU Telecom Americas 2000 | Rio de Janeiro    |
| 2005 | ITU Telecom Americas 2005 | Salvador da Bahia |
| 2010 | ITU Telecom Americas 2010 | Buenos Aires      |